# EPIC Racing
EPIC Racing (dawniej Epsilon Euskadi) – hiszpański zespół wyścigowy z siedzibą w Azkoitia. Jedyny większy zespół pochodzący z Kraju Basków, od którego czerpie swoją nazwę. Właścicielem zespołu jest Joan Villadelprat, który przez ponad 30 lat pracował w Formule 1, gdzie związany był z takimi zespołami jak McLaren, Ferrari, Benetton, Tyrell czy Prost Grand Prix. Również obecny szef działu inżynierii - Sergio Rinland, pracował w przeszłości w Królowej Sportów Motorowych. Ekipa startowała w Formule Renault 3.5, Europejskim Pucharze Formuły Renault 2.0, Wschodnioeuropejskim Pucharze Formuły Renault 2.0 i Le Mans Series.

## Działalność

### Formuła Renault 3.5
W latach 2005–2011 zespół startował w Formule Renault 3.5. W 2005 roku podczas pierwszego sezonu serii wywalczył mistrzostwo kierowców i zespołów, kiedy to jego kierowcami byli Robert Kubica i Félix Porteiro. Kubica wygrał 4 z 17 wyścigów, w dwóch startował z pole position, a w jednym zdobył najszybsze okrążenie. Zdobywając 152 punkty został zwycięzcą klasyfikacji indywidualnej. Porteiro był 5. i zdobył 77 punktów, co pozwoliło baskijskiej ekipie zdobyć mistrzostwo zespołów. Był to najlepszy sezon w WSbR tego zespołu. Kolejny sezon ekipa zakończyła na 10 lokacie. W sezonie 2007 było nieco lepiej, bowiem zarówno Filipe Albuquerque, jak i Davide Valsecchi pokusili się o zwycięstwa w wyścigach. Sezon zakończył się dla zespołu tuż za podium. W latach 2008–2010 o zwycięstwach Epsilon Euskadi mógł jedynie pomarzyć. Lata te przyniosły mu odpowiednio 10., 8. i 6. miejsce w klasyfikacji.
W sezonie 2011 ekipa wystartował już z nową nazwą: EPIC Racing, będącą skrótem od Euskadi Phil Imanol Claudio Racing. Był to już nieco lepszy sezon. Sten Pentus i Albert Costa stawali spisali się dobrze, a Hiszpan czterokrotnie stawał na podium oraz zwyciężył niedzielne zmagania na torze Circuit de Catalunya. Przyniosło to zespołowi czwartą lokatę w klasyfikacji zespołów.

### Europejski Puchar Formuły Renault 2.0
W latach 2005–2012 zespół startował w Europejskim Pucharze Formuły Renault 2.0. Odniosła tam dwa zwycięstwa w klasyfikacji zespołów - 2007 (jako Epsilon RedBull) i w 2009 roku. Do tych tytułów znacząco przyłożyli się mistrzowie wśród kierowców z tych sezonów - odpowiednio Brendon Hartley oraz Albert Costa. Poza tym stajnia bardzo dobrze spisała się jeszcze w sezonie 2008, kiedy to stanęła na najniższym stopniu podium wśród kierowców.

### Le Mans
Zespół próbował również swych sił w długodystansowym wyścigu 24 godziny Le Mans, gdzie wystawił dwa samochody Epsilon Euskadi ee1 w kategorii LMP1. Jednak był to pechowy występ baskijskiej ekipy, gdyż oba samochody nie dojechały do mety i w przyszłorocznej edycji zespół nie pojawił się już na starcie.

## Próba wejścia do Formuły 1
Zespół również miał ambicje przejścia do Formuły 1. Dnia 3 czerwca 2009 roku ogłosili, że będą się ubiegać o jedno z trzech wolnych miejsc w sezonie 2010. Zespół jednak znalazł się tylko na liście rezerwowej ogłoszonej przez FIA dnia 12 czerwca 2009 i stracił szanse na start w tegorocznych zmaganiach, zapowiadając podjęcie kolejnej próby za rok, w sezonie 2011. Ta jednak również okazała się nieudana.

## Starty

### Formuła Renault 3.5
W latach 2005–2010 EPIC Racing figurował na liście startowej jako Epsilon Euskadi
| Rok  | Bolid           | Kierowcy            | Wyścigi | Wygrane | PP | NO | Pkt | M.K. | M.Z. |
| ---- | --------------- | ------------------- | ------- | ------- | -- | -- | --- | ---- | ---- |
| 2005 | Dallara-Renault | Félix Porteiro      | 17      | 3       | 4  | 1  | 77  | 5    | 1    |
| 2005 | Dallara-Renault | Robert Kubica       | 17      | 4       | 2  | 1  | 154 | 1    | 1    |
| 2006 | Dallara-Renault | Steven Kane         | 17      | 0       | 0  | 1  | 15  | 20   | 10   |
| 2006 | Dallara-Renault | Davide Valsecchi    | 17      | 0       | 1  | 0  | 43  | 10   | 10   |
| 2007 | Dallara-Renault | Filipe Albuquerque  | 17      | 1       | 0  | 1  | 81  | 4    | 4    |
| 2007 | Dallara-Renault | Davide Valsecchi    | 17      | 1       | 0  | 0  | 37  | 16   | 4    |
| 2008 | Dallara-Renault | Alexandre Marsoin   | 17      | 0       | 0  | 0  | 19  | 19   | 10   |
| 2008 | Dallara-Renault | Filipe Albuquerque  | 4       | 0       | 0  | 0  | 12  | 21   | 10   |
| 2008 | Dallara-Renault | Mario Romancini     | 13      | 0       | 0  | 0  | 3   | 29   | 10   |
| 2009 | Dallara-Renault | Adrián Vallés       | 8       | 0       | 1  | 0  | 19  | 17   | 8    |
| 2009 | Dallara-Renault | Dani Clos           | 4       | 0       | 0  | 0  | 5   | 25   | 8    |
| 2009 | Dallara-Renault | Keisuke Kunimoto    | 4       | 0       | 0  | 0  | 0   | NS   | 8    |
| 2009 | Dallara-Renault | Chris van der Drift | 17      | 0       | 0  | 0  | 41  | 11   | 8    |
| 2010 | Dallara-Renault | Albert Costa        | 17      | 0       | 0  | 0  | 78  | 5    | 6    |
| 2010 | Dallara-Renault | Keisuke Kunimoto    | 17      | 0       | 0  | 0  | 8   | 22   | 6    |
| 2011 | Dallara-Renault | Sten Pentus         | 17      | 0       | 0  | 0  | 11  | 24   | 4    |
| 2011 | Dallara-Renault | Albert Costa        | 17      | 1       | 1  | 1  | 151 | 4    | 4    |

### Europejski Puchar Formuły Renault 2.0
W latach 2005–2010 EPIC Racing figurował na liście startowej jako Epsilon Euskadi

W 2007 roku prócz zespołu Epsilon Euskadi startował również zespół Epsilon RedBull
| Rok  | Bolid          | Kierowcy                     | Wyścigi | Wygrane | PP | NO | Pkt | M.K. | M.Z. |
| ---- | -------------- | ---------------------------- | ------- | ------- | -- | -- | --- | ---- | ---- |
| 2005 | Tatuus-Renault | Bertrand Baguette            | 16      | 0       | 0  | 1  | 43  | 8    | 6    |
| 2005 | Tatuus-Renault | Juan Antonio del Pino        | 16      | 0       | 0  | 0  | 3   | 29   | 6    |
| 2005 | Tatuus-Renault | Jaime Alguersuari            | 2       | 0       | 0  | 0  | 0   | NS†  | 6    |
| 2006 | Tatuus-Renault | Salman bin Rashid Al-Khalifa | 14      | 0       | 0  | 0  | 0   | 40   | 5    |
| 2006 | Tatuus-Renault | Bertrand Baguette            | 14      | 1       | 0  | 1  | 88  | 4    | 5    |
| 2006 | Tatuus-Renault | Jacky Ferre                  | 2       | 0       | 0  | 0  | 0   | 41   | 5    |
| 2006 | Tatuus-Renault | Nelson Panciatici            | 4       | 0       | 0  | 0  | 0   | NS†  | 5    |
| 2007 | Tatuus-Renault | Miquel Julià Perello         | 14      | 0       | 0  | 0  | 0   | 30   | 5    |
| 2007 | Tatuus-Renault | Pablo Montilla               | 14      | 0       | 0  | 0  | 0   | 40   | 5    |
| 2007 | Tatuus-Renault | Stefano Coletti              | 14      | 1       | 0  | 1  | 71  | 4    | 5    |
| 2007 | Tatuus-Renault | Mathieu Arzeno               | 4       | 2       | 0  | 0  | 0   | NS†  | 5    |
| 2007 | Tatuus-Renault | Mika Mäki‡                   | 14      | 0       | 0  | 0  | 46  | 9    | 1    |
| 2007 | Tatuus-Renault | Brendon Hartley‡             | 14      | 4       | 3  | 4  | 134 | 1    | 1    |
| 2007 | Tatuus-Renault | Jaime Alguersuari‡           | 14      | 0       | 0  | 0  | 67  | 6    | 1    |
| 2008 | Tatuus-Renault | Jake Rosenzweig              | 14      | 0       | 0  | 0  | 2   | 28   | 3    |
| 2008 | Tatuus-Renault | Pablo Montilla               | 14      | 0       | 0  | 0  | 0   | 48   | 3    |
| 2008 | Tatuus-Renault | Richard Campollo             | 12      | 0       | 0  | 0  | 0   | 46   | 3    |
| 2008 | Tatuus-Renault | Albert Costa                 | 14      | 0       | 0  | 1  | 35  | 8    | 3    |
| 2008 | Tatuus-Renault | Roberto Merhi                | 14      | 2       | 2  | 1  | 108 | 4    | 3    |
| 2008 | Tatuus-Renault | Carlos Muñoz                 | 14      | 0       | 0  | 0  | 0   | 34   | 3    |
| 2009 | Tatuus-Renault | Nathanaël Berthon            | 14      | 1       | 0  | 0  | 67  | 6    | 1    |
| 2009 | Tatuus-Renault | Carlos Muñoz                 | 14      | 0       | 0  | 0  | 36  | 8    | 1    |
| 2009 | Tatuus-Renault | Albert Costa                 | 14      | 5       | 6  | 7  | 138 | 1    | 1    |
| 2009 | Tatuus-Renault | Federico Scionti             | 12      | 0       | 0  | 1  | 7   | 21   | 1    |
| 2009 | Tatuus-Renault | Miguel Otegui                | 10      | 0       | 0  | 0  | 10  | 18   | 1    |
| 2010 | Tatuus-Renault | Genís Olivé                  | 14      | 0       | 0  | 1  | 62  | 7    | 4    |
| 2010 | Tatuus-Renault | Carlos Sainz Jr.             | 4       | 0       | 0  | 2  | 0   | NS†  | 4    |
| 2010 | Tatuus-Renault | Miguel Otegui                | 10      | 0       | 0  | 0  | 21  | 16   | 4    |
| 2010 | Tatuus-Renault | Javier Tarancón              | 6       | 1       | 0  | 0  | 0   | NS†  | 4    |
| 2010 | Tatuus-Renault | Giovanni Venturini           | 16      | 1       | 0  | 0  | 76  | 5    | 4    |
| 2010 | Tatuus-Renault | Alex Riberas                 | 15      | 0       | 0  | 0  | 55  | 8    | 4    |
| 2011 | Tatuus-Renault | Alex Riberas                 | 14      | 1       | 1  | 1  | 82  | 6    | 6    |
| 2011 | Tatuus-Renault | Florian le Roux              | 12      | 0       | 0  | 0  | 0   | 44   | 6    |
| 2011 | Tatuus-Renault | Stefano Colombo              | 2       | 0       | 0  | 0  | 0   | NS†  | 6    |
| 2011 | Tatuus-Renault | Thomas Jäger                 | 8       | 0       | 0  | 0  | 0   | 34   | 6    |
| 2012 | Tatuus-Renault | Alexander Albon              | 13      | 0       | 0  | 0  | 0   | 38   | 11   |
| 2012 | Tatuus-Renault | Kevin Giovesi                | 2       | 0       | 0  | 0  | 0   | 41   | 11   |
| 2012 | Tatuus-Renault | Dennis Wüsthoff              | 2       | 0       | 0  | 0  | 0   | 47   | 11   |
| 2012 | Tatuus-Renault | Konstantin Tierieszczenko    | 6       | 0       | 0  | 0  | 0   | 44   | 11   |
| 2012 | Tatuus-Renault | Kevin Jörg                   | 1       | 0       | 0  | 0  | 0   | NS†  | 11   |
| 2012 | Tatuus-Renault | Christof von Grünigen        | 12      | 0       | 0  | 0  | 1   | 30   | 11   |

† – zawodnik nie był liczony do klasyfikacji końcowej.
‡ – zawodnik startował w ekipie Epsilon RedBull.